# Maasglas

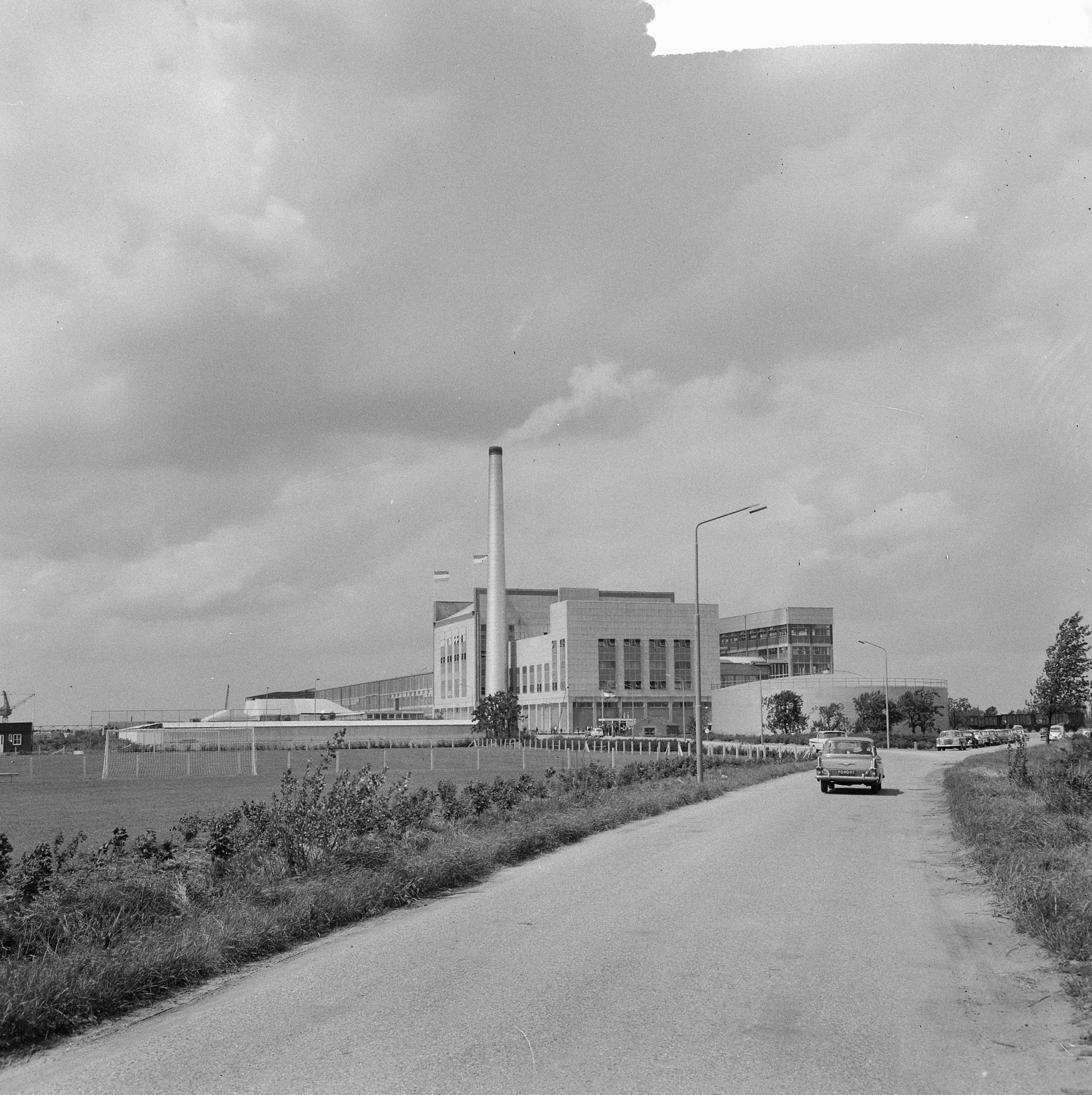
Glasfabriek De Maas te Tiel tijdens opening door Prins Bernhard

Maasglas was een vlakglasfabriek te Tiel, die onder verschillende namen heeft bestaan vanaf 1963.
Op 8 juni 1964 werd Glasfabriek "De Maas", zoals hij toen heette, officieel geopend door Prins Bernhard. Hij was oorspronkelijk een onderdeel van Glaverbel. 
De fabriek gaf werk aan 1000 mensen (van wie velen rechtstreeks uit Turkije kwamen), maar als gevolg van de oliecrisis werd de productie en ook het aantal werknemers in 1975 gehalveerd.
Aanvankelijk produceerde de fabriek vensterglas. In 1981, toen Glaverbel in handen kwam van Asahi Glass Company en verderging onder de naam AGC Glass Europe, werd de productie van vensterglas (280 t/dag) gestaakt, doch in 1983 werd besloten tot de bouw van een nieuwe en modernere floatglasinstallatie. Deze kreeg een capaciteit van 500 t/dag. Het vensterglas werd deels weer verder verwerkt tot gehard veiligheidsglas. Dit werd onder meer in de kantoorbouw en in de automobielindustrie toegepast. Hiernaast werd de laatste jaren veel ondoorzichtige glazen gevelbeplating geproduceerd. 
Eind januari 1995 werd de bevolking van het Rivierenland geëvacueerd wegens de hoge waterstanden van de rivieren. De glasfabriek mocht echter doorwerken, aangezien de glasovens niet zonder grote schade stilgezet konden worden.
In 2004 werd een moderne oven gebouwd, waarin glasplaten van 2,40 x 5,00 m konden worden gehard.
Op 16 januari 2009 werd de sluiting van de hardglasfabriek, toen werkend onder de naam ACG Hardmaas,  bekendgemaakt. Hiermee zouden zestig banen verloren gaan. De floatglasfabriek, werkend onder de naam AGC Glass Europe bleef nog drie jaar in productie. Bij de sluiting van deze fabriek in juni 2012 werden zeventig werknemers ontslagen. Daarna werd alleen nog glas gesneden en gecoat dat elders door AGC was geproduceerd. Op 12 november 2013 werd bekend dat AGC de gehele Tielse fabriek wegens overcapaciteit zou sluiten. Hierdoor verloren nog eens negentig werknemers hun baan. Alleen de administratie en de verkoop voor andere divisies werden gehandhaafd. De directie sluit een latere doorstart echter niet uit.